# Cimetière de Villeneuve-Saint-Georges
Le cimetière de Villeneuve-Saint-Georges est le cimetière municipal de la ville de Villeneuve-Saint-Georges dans la banlieue parisienne du Val-de-Marne. Il est connu pour abriter la sépulture monumentale de Victor Duruy, ministre de l'instruction publique sous le Second Empire. Il se trouve chemin de la Bassinette donnant rue des Sapeurs-Pompiers-de-Paris, au pied du fort.

## Histoire et description
Ouvert au XIXe siècle, ce cimetière ombragé comporte encore des tombes anciennes remarquables, comme celle d'Alexandre-Nicolas Rey (mort en 1815) et quelques chapelles familiales. Un monument aux morts de dimensions imposantes se trouve au milieu du cimetière au croisement des allées principales. Le cimetière possède un carré militaire avec des tombes de soldats de la guerre de 1914-1918 dont des tombes de soldats britanniques.

## Personnalités inhumées
- Jean-Baptiste Baille (1841-1918), astronome. Il repose aux côtés de son beau-père Armand Lemaire (1821-1885), industriel de l'optique
- Victor Duruy (1811-1894), ministre de l'instruction publique[2]
- Achille Martinet (1806-1877), graveur, prix de Rome 1830
- Jacques Morel (né Jacques Houstraëte, 1922-2008), acteur
- Lucien Ott (1872-1927), peintre